# Kočna, Jesenice
Kočna este o localitate din comuna Jesenice, Slovenia, cu o populație de 209 locuitori.